# Ölelörny Henry
Az Ölelörny Henry (eredeti címe: Henry Hugglemonster) egy ír-brit-amerikai-kanadai számítógépes animációs sorozat, melyet a Brown Bag Films készített. A 2005-ös könyvet a Niamh Sharkey által írt és illusztrált az I'm a Happy Hugglewug című könyv alapozta. A sorozatot a Disney Junior adta az Egyesült Királyságban és Írországban. Az Egyesült Államokban 2013. február 8-án adták le. Magyarországon szintén a Disney Junior adta le először angol szinkronnal 2015. július 1-én.

## Szereplők
A sorozat szereplői elsősorban szörnyek és háziállataik, akik szintén szörnyek.
Az Ölelörny család
Ölelörny Alfonzo Henry: 5 éves Astrobix. sárga szörnyeteg, akinek szarvai a jester sapkájához hasonlít. Soha nem nem maradnak probléma nélkül, mert úgy gondolja, hogy az ő családja és barátai mindig "megtalálják a módját". Kedvenc sportja a Örnyball, a futballhoz hasonló játék, azzal a kivétellel, hogy törvényes a labdát a célba vinni, és a labda a szörnyek bőréhez ragad. Ő energikus, és legalább 40 másodpercig képes egy kézzel fogni balra.  Gyakran mondja: "Roarsome!" és a családja mottója: Az Ölelörnyök mindig megtalálják a módját. A középső neve Alfonzo.